# 大阪府医師信用組合
大阪府医師信用組合（おおさかふいししんようくみあい）は、大阪府大阪市天王寺区に本店を置く信用組合。大阪府内の医師や医療機関等を対象とした、業域の信用組合である。
1952年12月設立。ATMでは、しんくみ お得ねっと提携信用組合のカードによる出金は自組合扱いとなる。

## 店舗
- 本店 大阪市天王寺区清水谷町19-14大阪府医師会 保健医療センター1階
- 堺出張所 堺市堺区甲斐町東3-2-26堺市医師会館1階